# Фер Хејвен (Њујорк)
Фер Хејвен (енгл. Fair Haven) град је у америчкој савезној држави Њујорк.

## Демографија
По попису из 2010. године број становника је 745, што је 139 (-15,7%) становника мање него 2000. године.
| Група             | 2000.       | 2010.       |
| Белци             | 867 (98,1%) | 715 (96,0%) |
| Афроамериканци    | 1 (0,1%)    | 1 (0,1%)    |
| Азијати           | 1 (0,1%)    | 3 (0,4%)    |
| Хиспаноамериканци | 5 (0,6%)    | 13 (1,7%)   |
| Укупно            | 884         | 745         |